# Yên Bái (phường)
Yên Bái là một phường thuộc tỉnh Lào Cai, Việt Nam.
Đây là nơi đặt trụ sở Tỉnh ủy Lào Cai, Ủy ban nhân dân, Hội đồng nhân dân, Trụ sở Mặt trận Tổ quốc Việt Nam tỉnh Lào Cai sau sáp nhập.

## Địa lý
Phường Yên Bái có vị trí địa lý:
- Phía đông giáp phường Văn Phú
- Phía tây giáp phường Nam Cường và phường Âu Lâu
- Phía nam giáp phường Âu Lâu
- Phía bắc giáp phường Nam Cường.

## Lịch sử
Ngày 16 tháng 6 năm 2025, Ủy ban Thường vụ Quốc hội ban hành Nghị quyết số 1673/NQ-UBTVQH15 về việc sắp xếp các đơn vị hành chính cấp xã của tỉnh Lào Cai năm 2025. Theo đó, sắp xếp toàn bộ diện tích tự nhiên, quy mô dân số của phường Đồng Tâm, phường Yên Ninh, phường Minh Tân, phường Nguyễn Thái Học, phường Hồng Hà thành phường mới có tên gọi là phường Yên Bái.